# Asamhaus
La Asamhaus (Casa Asam) è un palazzo di Monaco di Baviera.

## Storia e descrizione
Tra il 1729 ed il 1733 Egid Quirin Asam comprò quattro palazzi in Sendlingerstraße, che trasformò nella propria residenza ed insieme al fratello progettò e costruì una chiesa adiacente alla propria abitazione. Egid aggiunse delle decorazioni in stucco alla facciata del palazzo, con temi cristiani e classici. Vi si trovano personificazioni delle arti, della musica e della poesia, su cui veglia San Giuseppe. Sulla sinistra della facciata si nota Pallade Atena che giuda per mano un bambino nel mondo delle arti, mentre Apollo veglia su di loro. A queste decorazioni si aggiunge Cupido, con satiri e fauni, a rappresentare il mondo dei sensi.